# United Way Community Services Building
El United Way Community Services Building (también conocido como Detroit Savings Bank) es un edificio de oficinas terminado en 1895 en 1212 Griswold Street, en la esquina noreste de State Street, en el Distrito Histórico de Capitol Park del Downtown de Detroit, Míchigan. Con 12 pisos y mide 48,77 metros, es uno de los primeros rascacielos. Fue diseñado por los arquitectos Spier & Rohns y fue el más alto del estado cuando se construyó. Los dos pisos inferiores están exhiben una piedra rústica marrón que contrasta con la entrada principal centrada en la fachada sur, que está enmarcada por cuatro pilastras cuadradas de granito gris. Los pisos tres a cinco son de piedra lisa y los pisos seis a doce son de ladrillo tostado. Fue renovado en 1988 y en 2015.

## Historia
Su nombre original fue Chamber of Commerce Building (o sea Edificio de la Cámara de Comercio). Con 12 pisos, es el rascacielos en pie más antiguo de Detroit y uno de los primeros construidos en la ciudad con una estructura de acero. El Hammond (1889), ahora demolido, era hasta entonces el único rascacielos de la ciudad.
La estructura tenía una cornisa que rodeaba el piso 12, pero fue removida en la década de 1950. En 1988, el gran patio de luces que se extendía de los pisos 5 al 12 sobre la entrada de la calle State fue ocupado, cerrado con una fachada de vidrio y techado a dos aguas para así aumentar el área del edificio.
El edificio fue propiedad y ocupado por United Way para el sureste de Míchigan de 1987 a 2009, año en que la agencia de reurbanización de la ciudad lo compró a United way por 1,75 millones de dólares. Antes de 1987 se le conocía como el Detroit Savings Bank Building y albergaba oficinas para el Banco de Ahorros de Detroit, que se convirtió en Detroit Bank and Trust y más tarde en Comerica.
En mayo de 2013, la Arquidiócesis de Detroit anunció que reuniría allí las oficinas que tiene dispersas por la ciudad la ciudad. Tras completar las renovaciones de 2015, la cancillería y otros entes se trasladaron a los seis pisos inferiores de la estructura, con residencias en los superiores.
Parte de las renovaciones incluyeron recrear una cornisa en la parte superior de la fachada. Richard Karp, cuya compañía supervisó las renovaciones, dijo que también planea restaurar el nombre del Detroit Savings Bank Building.